# Крајна (Тишина)
Крајна (словен. Krajna, мађ. Véghely) је насељено место у општини Тишина, Помурска регија, Словенија.

## Историја
До територијалне реорганизације у Словенији била је у саставу старе општине Мурска Собота.

## Становништво
У попису становништва из 2011. године, Крајна је имала 293 становника.
| Број становника према пописима | Број становника према пописима | Број становника према пописима |
| ------------------------------ | ------------------------------ | ------------------------------ |
| 1991                           | 2002                           | 2011                           |
| 346                            | 299                            | 293                            |

## Галерија
- распеће на сеоском гробљу са прекмурским  натписом из 1886. године
- натпис на крсту
- „Бели крст” између Крајне и Ранковаца